# East Kilbride
East Kilbride è un comune dell'area amministrativa scozzese del Lanarkshire Meridionale, nel Regno Unito, situata circa 15 km a sud-est del centro di Glasgow. La sua popolazione di circa 73 820 abitanti la rende la quinta città più grande di Scozia, dopo Glasgow, Edimburgo, Aberdeen e Dundee. East Kilbride fa parte dell'agglomerato urbano chiamato Greater Glasgow, che conta circa 1 750 000 abitanti.

## Storia
Il primo insediamento fu probabilmente di origine ecclesiastica, come suggerito dal nome, derivante dal gaelico cill (“chiesa”) associato al nome della santa irlandese Brigida.
La chiesa originale era stata costruita sul sito di un pozzo sacro di epoca pre-cristiana. Nel corso dei secoli la chiesa è stata più volte distrutta e ricostruita. La chiesa attuale fu costruita nel 1775 a 50 metri di distanza dal sito della chiesa originale.
All'inizio del XX secolo East Kilbride era un piccolo villaggio di circa 900 abitanti. Dopo la seconda guerra mondiale, a causa dei danni dei bombardamenti, Glasgow vide aumentare il problema degli alloggi già presente prima della guerra in molte aree (come Gorbals). In vista di ciò, il Piano Regionale per Greater Glasgow del 1946 assegnò i siti dove sarebbero dovute nascere le cosiddette new town (“città nuove”) allo scopo di dare uno sfogo all'eccesso di popolazione di Glasgow, che a sua volta si sarebbe dovuta occupare dello sviluppo di queste aree periferiche. East Kilbride fu il primo sito designato a questa funzione, nel 1952. Dopo essere stato trascurato per vari anni, il villaggio originale è stato di recente restaurato.

## Commercio
La città è sviluppata attorno ad una zona commerciale composta di sei distinte gallerie di negozi, sviluppatesi in fasi distinte. Si tratta del secondo più grande complesso commerciale al coperto in Scozia dopo quello di Silverburn a Glasgow. I sei centri commerciali sono, in ordine di costruzione: il Plaza, il Princes Mall, l'Olympia, il Southgate, il Princes Square ed il Centre West.
Un piano per la ristrutturazione del centro di East Kilbride è stato approvato nel 2006 dal consiglio amministrativo del Lanarkshire Meridionale: prevede la demolizione di alcuni edifici (tra cui il Plaza Tower) per creare un nuovo centro civico, un poliambulatorio, una biblioteca e servizi commerciali, oltre ad un centro artistico e culturale dotato di teatro e centro conferenze.

## Infrastrutture e trasporti
East Kilbride è dotata di due stazioni ferroviarie (East Kilbride e Hairmyres) che la collegano al centro di Glasgow. È inoltre attraversata dalle strade A725 e A726 ed è a pochi chilometri dalle autostrade M74 e M77
Similarmente ad altre New Town del Regno Unito, il sistema viario cittadino è caratterizzato dalla presenza di numerose rotonde, che hanno valso alla città il soprannome di "Polo Mint City" (“mentina Polo”).

## Edifici e luoghi d'interesse
Tra gli edifici più interessanti si annoverano il centro ricreativo Dollan Baths (aperto nel 1968), la scuola secondaria Duncanrig (1956), il museo Hunter House ed il massiccio edificio della chiesa cattolica di Santa Brigida.
Negli ultimi anni, le abitazioni del villaggio originale di East Kilbride (prima che venisse inglobato nella città nuova) sono state restaurate e costituiscono oggi un'area protetta, ricca di pub, ristoranti ed altre piccole attività commerciali. È situata qui anche la chiesa parrocchiale.
L'area di East Kilbride è attraversata dal fiume Calderglen, caratterizzato da meandri sin dalle sue sorgenti (elemento piuttosto atipico). La vallata, celebrata in passato per i pittoreschi boschi, era sede della famiglia nobiliare dei Maxwells. I resti del castello di Calderwood, ove la famiglia risiedeva, sono stati demoliti nel 1955. Oggi l'area ospita il Calderglen Country Park, dotato di un centro visitatori, uno zoo, percorsi naturalistici ed un giardino ornamentale

## Sport
La principale squadra calcistica locale è l'East Kilbride Thistle F.C., che gioca le partite casalinghe allo stadio Showpark. La squadra di rugby East Kilbride RFC gioca invece al Calderglen Country Park. La città ha anche 3 club di atletica, due dei quali di base al John Wright Sports centre. Ha sede a East Kilbride anche la squadra di pallamano maschile EK82 Handball Club.

## Amministrazione

### Gemellaggi
- Ballerup, Danimarca